# Búzaszem Általános Iskola és Alapfokú Művészetoktatási Intézmény
A Búzaszem Általános Iskola és Alapfokú Művészetoktatási Intézmény hivatalosan 2011-ben Alsógödön nyitotta meg kapuit.

## Alapértékei
Alapítóinak meghatározása szerint "A Búzaszem Iskola keresztény, magyar, családi közösség és iskola":
- Iskola, vagyis az intézmény fókuszában az ide járó gyerekek állnak.
- Közösség, vagyis nem csak intézmény. Ennek a közösségnek tagjai a tanárok, diákok és szülők.
- Keresztény, vagyis Jézust követő az élet minden területén.
- Magyar, a magyar nemzet részeként, annak hagyományait értéknek tekinti.
- Családi, ami egyrészt a kis létszámú osztályokban, másrészt a szülőkkel való szoros kapcsolatban jelenik meg.

## Története
Az iskola ötlete 2003-ban fogalmazódott meg, és 2004 szeptemberében indult el 9 gyermekkel, akik az egyetlen első osztályba jártak, a Nagykőrösi Kolping Katolikus Általános Iskola Gödi Tagintézménye-ként. Ők az alsógödi katolikus egyházközség által rendelkezésre bocsátott, s a szülők által berendezett teremben tanultak.
2005-ben aztán újabb osztály indult, 20 gyerekkel, ehhez a református közösség bocsátotta rendelkezésre imatermét. 2006-ban újabb osztály indult tizenöt fővel. Az iskola helyiségei a Huzella Tivadar Általános Iskola igazgatója által rendelkezésre bocsátott, a szülői közösség és a piarista szakiskolások által nyáron felújított Walch-épülettel bővültek.
Ettől az évtől beindult a keszthelyi Család Iskola által segített művészeti iskola is, amely azóta is szerves része az általános iskolának.
2008-ban az iskola fenntartója megváltozott, és a verőcei Géza Fejedelem Református Általános Iskola, Óvoda és Bölcsőde tagintézménye lett.
2008 októberének végén Salamin Ferenc tervei alapján megkezdődött az iskolaépület felépítése az önkormányzat által adományozott Szakáts-kerti telken. A beruházást végző Búzaszem Alapítvány saját erőből, közpénz mentesen építette fel az ezer négyzetméteres főépületet. Az első ütemben elkészült épületbe 2010 augusztusában költözhetett be valamennyi osztály.
2010. szeptember 1-jétől már hét osztály (a Paripa, az Eke, a Barázda, a Magocska, a Napsugár, a Kalász és a Kovász) 113 gyermeke jár az intézménybe. Az általános iskolában ekkor 21, a művészeti iskolában 12 pedagógus dolgozik.
2011-ben pedig immár önállóan is megnyitja kapuit a Búzaszem Általános Iskola és Alapfokú Művészetoktatási Intézmény, melynek fenntartója a Piarista Rend.
2016-tól a Búzaszem fenntartója a váci egyházmegye. Az iskola elnevezése Búzaszem Katolikus Általános Iskola és Alapfokú Művészeti Iskola. 2020-ban az iskolába nyolc osztályban 176 gyermek jár.A Búzaszem története röviden